# فرودگاه شهرستان جکسن (ویرجینیای غربی)
فرودگاه شهرستان جکسن (ویرجینیای غربی) (به انگلیسی: Jackson County Airport (West Virginia)) یک فرودگاه همگانی بهره‌برداری هوایی است که یک باند فرود آسفالت دارد و طول باند آن ۱۲۲۰ متر است. این فرودگاه در کشور ایالات متحده آمریکا قرار دارد و در ارتفاع ۲۳۱ متری از سطح دریا واقع شده‌است.